# Heterometopia argentea
Heterometopia argentea là một loài ruồi trong họ Tachinidae.